# Ranunculus parviflorus
Espèce
Synonymes
- Notophilus parviflorus Fourr.[1]

La Renoncule à petites fleurs (Ranunculus parviflorus) est une espèce de plante herbacée  de la famille des Renonculacées.

## Écologie
Champs sablonneux, talus secs.

## Répartition
Méditerranée, atlantique.